# Irredentismo ucraniano

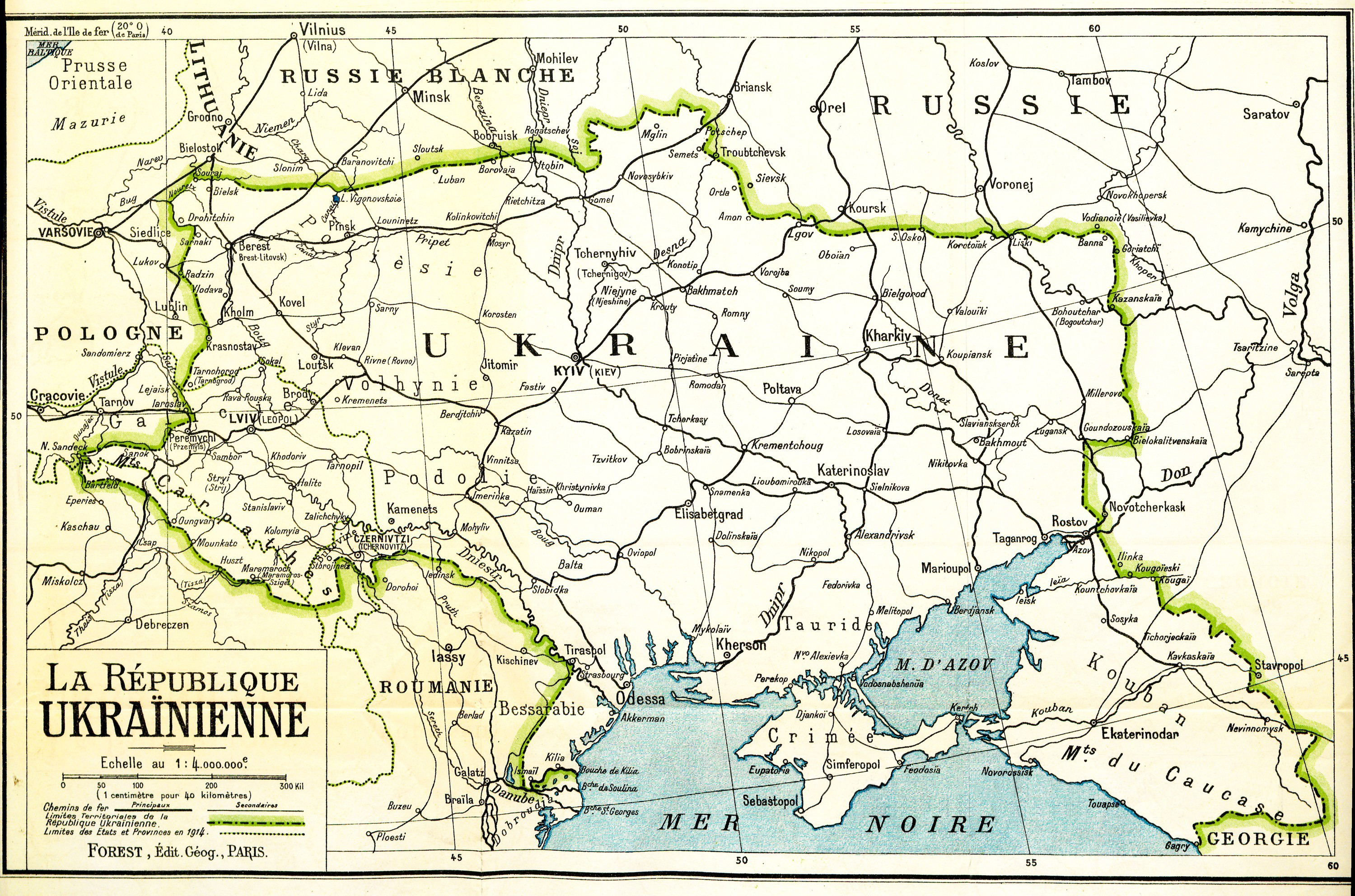
Mapa de Ucrania presentado por la delegación ucraniana a la Conferencia de Paz de París de 1919, antes de establecerse la RSS de Ucrania.

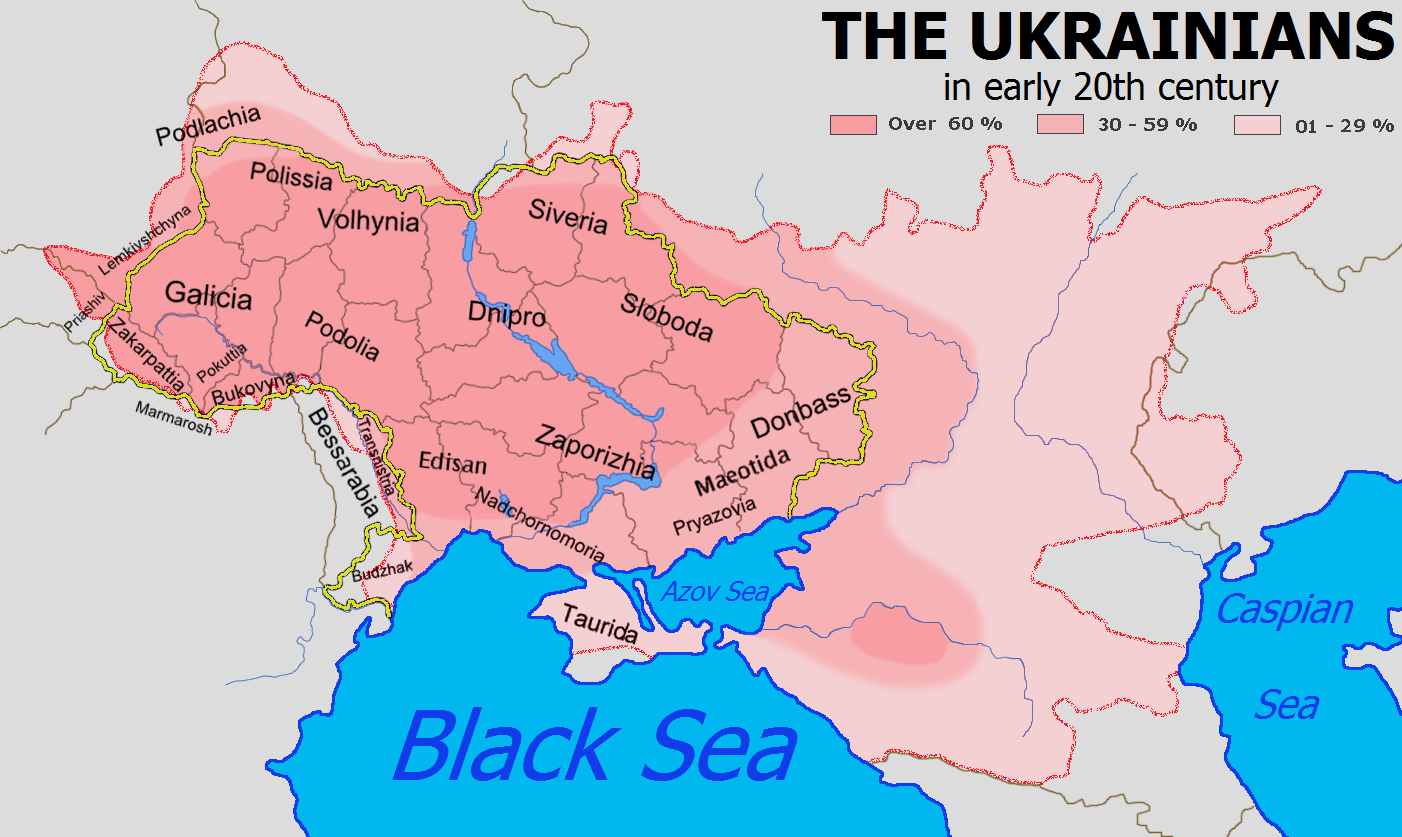
Tierras étnicas ucranianas a principios del según los nacionalistas ucranianos.

Territorio de la actual Ucrania comparado con las reclamaciones de la República Popular Ucraniana

El irredentismo ucraniano (en ucraniano: Український іредентизм) o Gran Ucrania (en ucraniano: Велика Україна) se refiere a las reclamaciones hechas por algunos nacionalistas ucranianos sobre territorios fuera de Ucrania que consideran parte de la patria nacional ucraniana.

## Historia

### El ascenso de la conciencia nacional
Los Diez Mandamientos del Partido Popular Ucraniano (1902-1907) fueron formulados por su líder Mykola Mikhnovsky en 1904.
Estos preceptos eran una especie de código de partido. Pidieron una Ucrania única, indivisible, independiente, libre y democrática desde los Cárpatos hasta el Cáucaso, una república obrera.

### Período de entreguerras

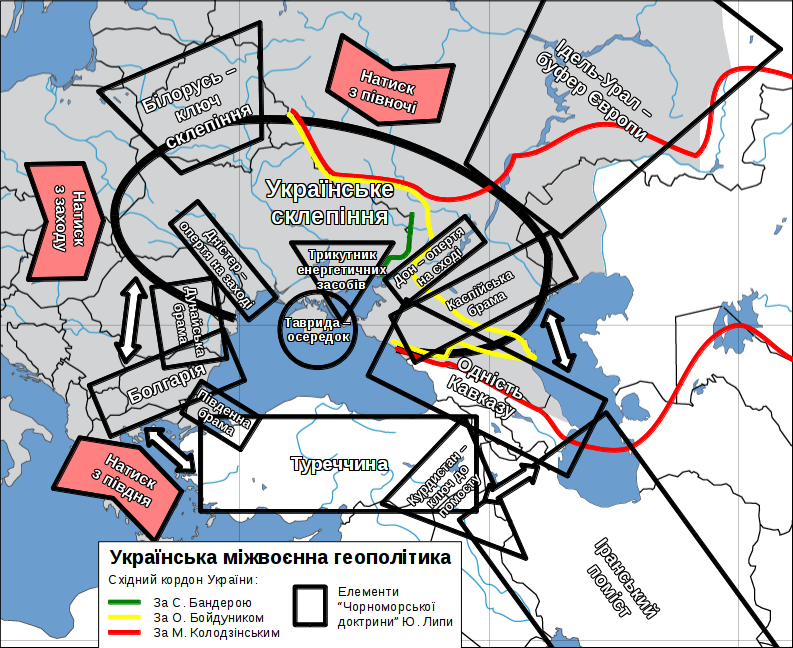
Frontera oriental de Ucrania con principios etnográficos (O. Boydunyk), geopolíticos (Yu. Lypa), imperialistas (M. Kolodzinsky) y "nacionalistas-consistentes" (S. Bandera).

En el período de entreguerras, Mykhailo Kolodzinskyi fue uno de los ideólogos del irredentismo ucraniano: la formación del "Imperio ucraniano". Las principales disposiciones las expuso en su obra "La doctrina militar de Ucrania" (1935-1937). Su famoso dicho es: "No construyáis Ucrania sólo sobre el Dniéster o el Dniéper, sino Ucrania en dimensiones tales que el propio Creador la midió cuando le dio a la Tierra su aspecto geográfico actual. El este de Europa debe ser nuestro, porque nuestros bisabuelos nos hicieron tal testamento". Mykhailo Kolodzinsky describió en detalle las fronteras del futuro Estado ucraniano, que debería incluir, además de toda la Ucrania moderna, Moldavia , partes importantes de Rumania, Polonia, Bielorrusia, Rusia (hasta el Volga medio y el mar Caspio), el Cáucaso norte, Bakú y la península de Absheron con yacimientos petrolíferos.

### Modernidad
En la Ucrania moderna, algunas organizaciones públicas y políticas tienen un proyecto para la formación de un Estado nacional ucraniano autosuficiente (sin orientación ni hacia el Este ni hacia el Oeste) dentro de fronteras étnicas. En 1991-2004, el proyecto fue anunciado como objetivo del derechista Partido Social Nacional de Ucrania (más tarde, según la opinión del VO "Svoboda", el partido se volvió más liberal). Actualmente, la implementación de este proyecto es el objetivo de varias organizaciones públicas: "Patriota de Ucrania" , "Alternativa Ucraniana" , Acción Nacional "Kind" y la organización juvenil ucraniana "Heritage".
En febrero de 2014, Rusia comenzó una agresión armada híbrida contra Ucrania. Invadió y ocupó Crimea y en marzo anexó la península. La comunidad internacional no reconoció y condenó tales acciones, y posteriormente se impusieron sanciones económicas contra Rusia. Después de eso, ese mismo año, grupos armados prorrusos iniciaron una guerra en el este de Ucrania.

## Regiones en disputa
Desde la proclamación de las ideas de Mikhnovsky sobre el "Estado catedralicio independiente de Ucrania" han sido el principal eslogan nacional, sin embargo, la idea de que la "catedral" de las tierras ucranianas en 1939-1945 estaba sólo parcialmente asegurada causa mucha controversia.
Hoy en día, el irredentismo teórico ucraniano se dirige principalmente hacia el este, hacia los territorios que forman parte de la  Federación Rusa:

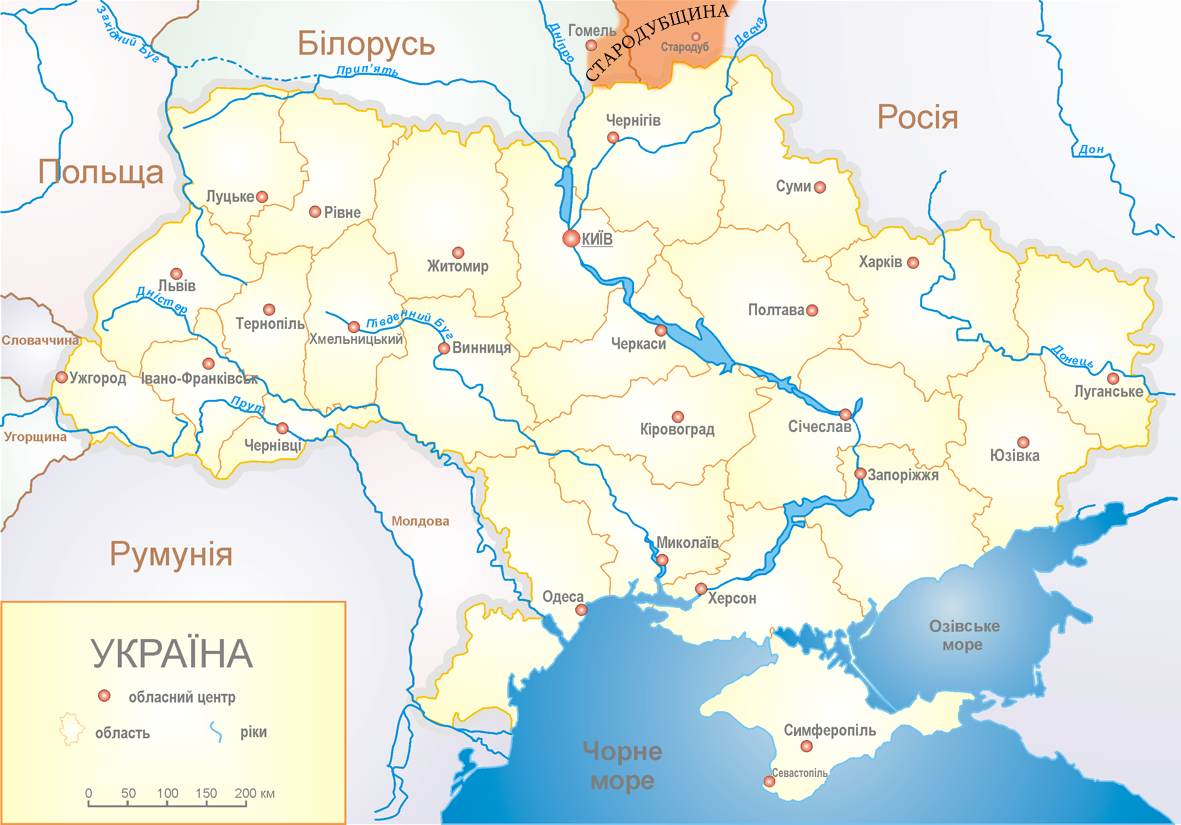
Región de Starodub (Стародубщина, Starodubshchina), región centrada en la ciudad de Starodub y que ocupa parte del óblast ruso de Bryansk.
- Severia (Сіверщина, Sivershchina), región histórica ubicada al norte del óblast de Chernígov.
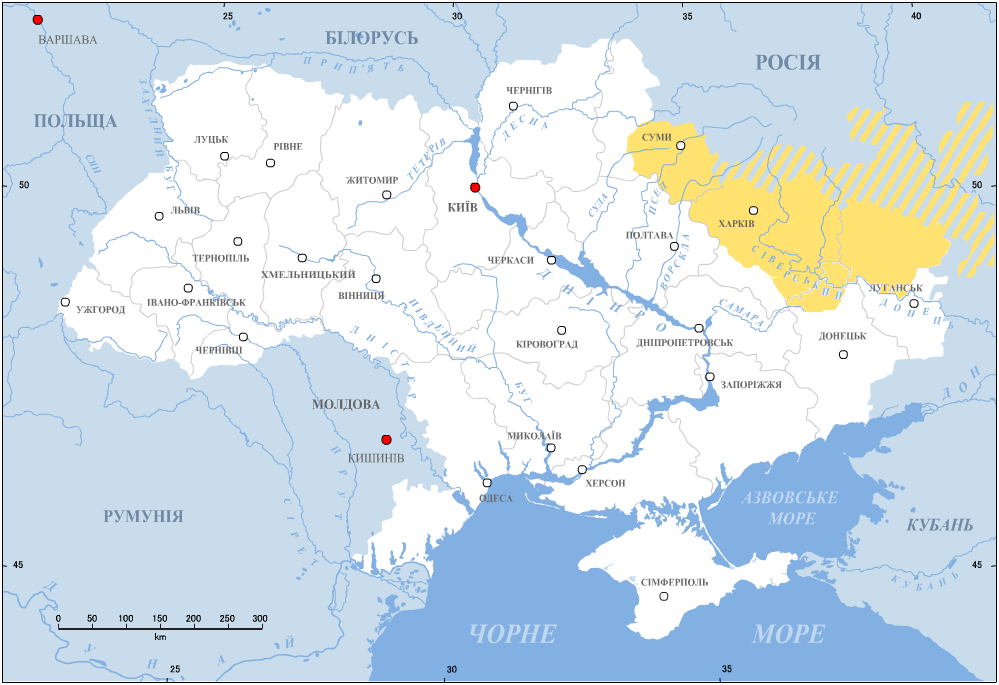
Ucrania Libre oriental (Східна Слобожанщина, Sjidna Slobozhanshchina), partes sudorientales de las óblast de Kursk, Bélgorod y Voronezh.
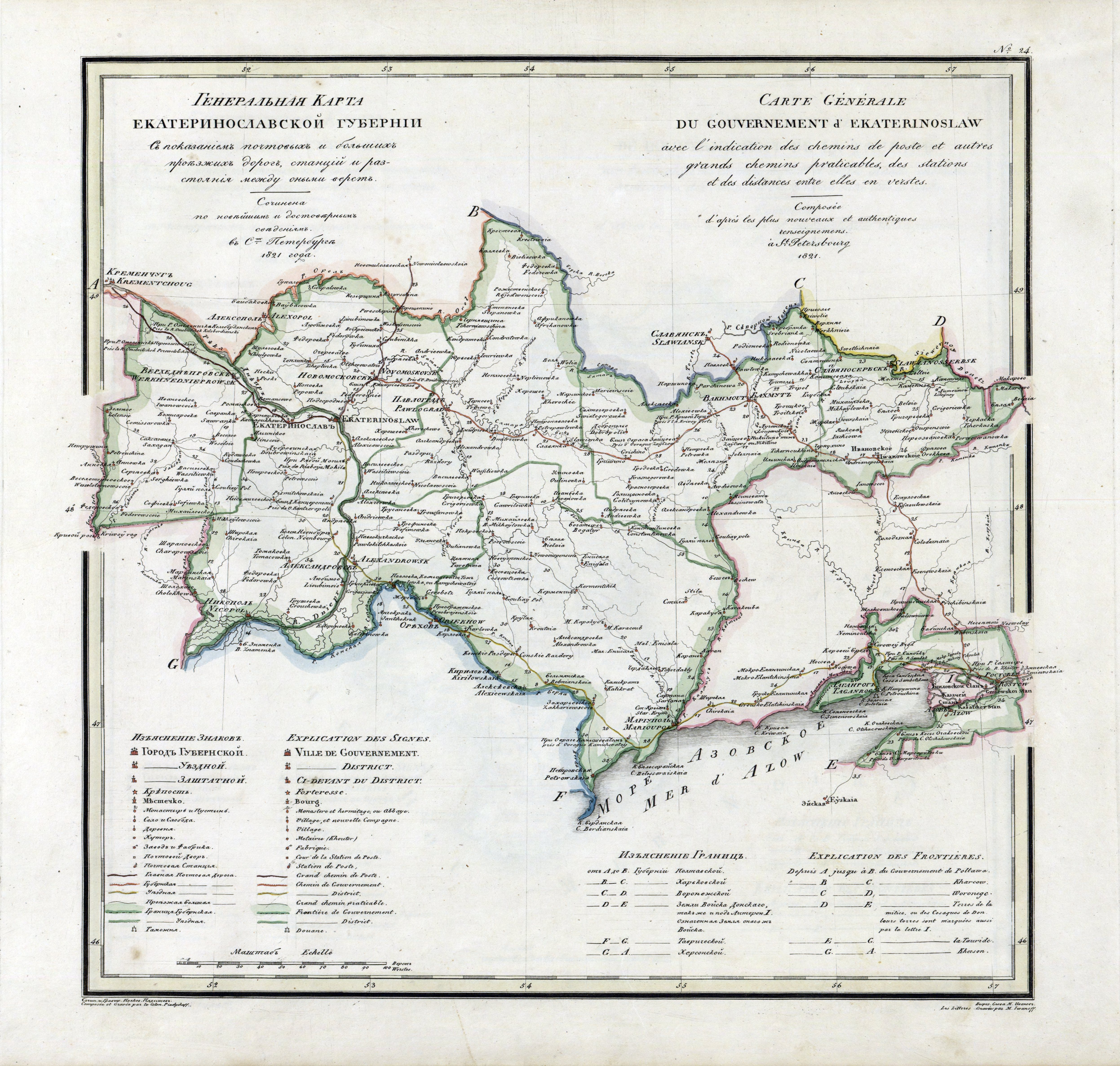
Región del Don (Донщина, Donshchina), la parte noroeste de la región de Rostov.
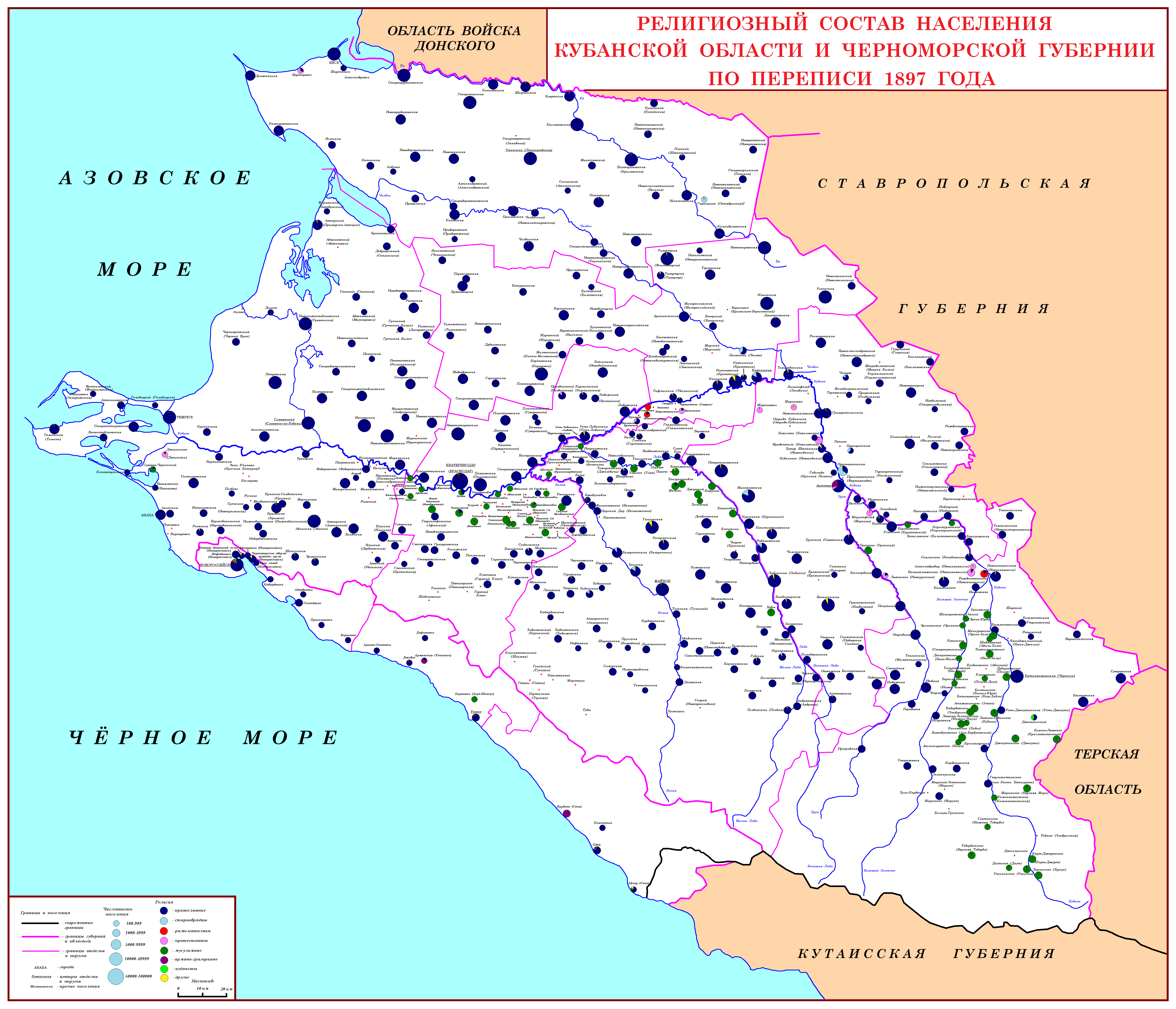
Región de Kubán entre el Mar Negro, el Mar de Azov y las montañas del Cáucaso

- Región de Kubán (Кубань) y Stavropol, o Ucrania Frambuesa (Малиновий Клин, Malinoviy Klin), (República Popular de Kuban).  - Ubicación de la región de Starodub al norte de la actual Ucrania
  - Límites de la región de Ucrania Libre, incluyendo la Ucrania Libre oriental
  - Gobernación de Yekaterinoslav, alrededor de la cuenca del Don
  - Región de Kubán entre el Mar Negro, el Mar de Azov y las montañas del Cáucaso

Al oeste, los reclamos territoriales incluyen:
- Transnistria (Подністров'я, Podnistrov'ya), margen izquierda del Dniéster en Moldavia. Esta región fue parte de la RSS de Ucrania hasta 1940, año en que fue transferida a la recién creada RSS de Moldavia.
- Pryashiv (Пряшівщина, Pryashivshchina), correspondiente a la Región de Prešov, al noreste de Eslovaquia
- Territorio sureste de Polonia: en relación con los voivodatos de Chełm y Podlaquia, Subcarpacia y Pequeña Polonia
  - Zakerzonnya y Przemyśl: Lemkiv (República de Lemko-Rusynska, República de Komanchanska), Boykiv, Nadsiannia, Lyubachiv, Kholm y Podlyascia del Sur
- Beresteyshchyna y Pinshchyna, parte suroeste de Bielorrusia: regiones de Berestechko y Gómel (región de Pin), véase también Distrito de Poliska.
- Sur de Maramureș y sur de Bucovina, al norte de Rumania: territorios de Maramures y Suceava.

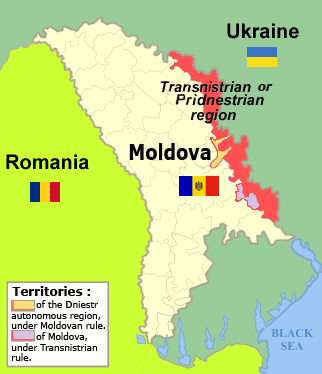
En rojo la región de Transnistria dentro de Moldavia al oeste de Ucrania
Región de Prešov (Pryashiv) dentro de Eslovaquia
Óblast de Gómel en Bielorrusia, reclamado en parte por el irredentismo ucraniano
Región de Maramureș dentro de Rumania

La posibilidad de presentar reclamaciones territoriales serias de Ucrania a sus vecinos es extremadamente pequeña (los movimientos irredentistas prevalecen en el centro del país y apoyan la unificación de las regiones de habla rusa con la Federación Rusa). Sin embargo, los nacionalistas ucranianos más radicales bien podrían intentar aprovechar las dificultades de Rusia en regiones conflictivas como el Cáucaso Norte, y tal vez incluso más lejos, especialmente desde el comienzo de la Invasión rusa de Ucrania en 2022.

### Kubán
|  | 90-75% 75-50% 50-25% | 25-10% 10-5% 5-2% |

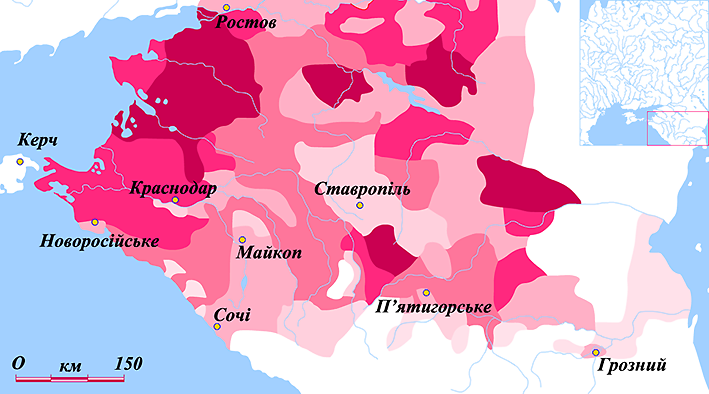
Proporción de ucranianos étnicos en la región de Kubán
90-75%
75-50%
50-25%
25-10%
10-5%
5-2%

Los primeros asentamientos ucranianos en Kubán se remontan a 1792, y hasta mediados del siglo XX, la mayoría de la población se identificaba como cosacos o ucranianos.
A principios del siglo XX, tras el colapso del Imperio Ruso y el inicio de la agresión bolchevique y de la Guardia Blanca, hubo intentos de unificación con la República Popular de Ucrania y más tarde con el Estado ucraniano de P. Skoropadsky, pero estos intentos fracasaron y fueron brutalmente reprimidos.
Los intentos posteriores de unificación ya se produjeron bajo la República Socialista Soviética de Ucrania, pero cualquier movimiento en esta dirección fue reprimido por el terror soviético de 1937 y la restricción de la política de indigenización, y más tarde incluso su mención se volvió completamente tabú, como en la Unión Soviética, así como en la Federación rusa.
Gracias a la agresiva política de rusificación, como base de su propia política nacional, que fue llevada a cabo por el Imperio ruso, la Unión Soviética, y que ahora continúa Rusia, incluido el Holodomor, la mayoría de la población adoptó la autoidentificación rusa, y a mediados de la década de 2000, a petición del gobernador local, el dialecto de Kuban comenzó a ser considerado oficialmente un dialecto del idioma ruso, el porcentaje de quienes continúan considerándose ucranianos disminuyó del 55% oficial (1926) a 0,9% (2002).